# Xylotrechus emaciatus
Xylotrechus emaciatus är en skalbaggsart som beskrevs av Bates 1884. Xylotrechus emaciatus ingår i släktet Xylotrechus och familjen långhorningar. Inga underarter finns listade i Catalogue of Life.